# 小田欽造
小田 欽造（おだ きんぞう、1925年10月5日 - ）は、日本の経営者。三ツ星ベルト社長、会長を務めた。兵庫県出身。

## 来歴・人物
1947年に大阪府立堺高等工業学校を卒業し、1950年2月に三ツ星調帯(のちの三ツ星ベルト)に入社した。1956年9月に取締役に就任し、1960年7月に常務、1968年11月に専務を経て、1973年11月に社長に就任した。1995年6月に会長を経て、1999年6月に特別顧問に就任。
1991年4月に藍綬褒章を受章。